# LWS-3
Die LWS-3 Mewa (Möwe) war ein einmotoriges polnisches Aufklärungsflugzeug.

## Entwicklung
Die Entwicklungsarbeiten begannen 1935. Der erste Prototyp flog im November 1937. Aufgrund der guten Leistungen des Typs bestellten die polnischen Luftstreitkräfte Ende 1938 200 Exemplare. Am 2. September 1939 wurden die ersten zwei Flugzeuge an die polnischen Verbände geliefert. Die Auslieferung von weiteren Maschinen konnte wegen des Kriegsausbruchs nicht mehr erfolgen.

## Technische Daten
| Kenngröße             | Daten                                           |
| --------------------- | ----------------------------------------------- |
| Baujahr(e)            | 1939                                            |
| Hersteller            | LWS                                             |
| Typ                   | zweisitziges Aufklärungsflugzeug                |
| Besatzung             | 2                                               |
| Länge                 | 9,50 m                                          |
| Spannweite            | 13,45 m                                         |
| Höhe                  | 2,65 m                                          |
| Flügelfläche          | 26,00 m²                                        |
| Flügelstreckung       | 7,0                                             |
| Leermasse             | 1750 kg                                         |
| Startmasse            | maximal 2420 kg                                 |
| Höchstgeschwindigkeit | 350 km/h                                        |
| Reisegeschwindigkeit  | 310 km/h                                        |
| Reichweite            | 700 km                                          |
| Steigleistung         | 10 m/s                                          |
| Dienstgipfelhöhe      | 8500 m                                          |
| Triebwerk(e)          | ein Sternmotor Gnome-Rhône 14 M5 Mars           |
| Leistung              | 537 kW (730 PS)                                 |
| Bewaffnung            | 2 × MG 7,9 mm (starr) 1 × MG 7,9 mm (beweglich) |